# De Dion-Bouton Type LB
Der De Dion-Bouton Type LB ist ein Pkw-Modell aus der Zeit zwischen den beiden Weltkriegen. Hersteller war De Dion-Bouton aus Frankreich.

## Beschreibung
Es ist nicht bekannt, wann das Fahrzeug seine Zulassung von der nationalen Behörde erhielt. Aber am 18. September 1928 gab es einen Bericht in einer britischen Fachzeitschrift. Das einzige Angebotsjahr in Frankreich war 1929. Es gab keinen Vorgänger.
Dies ist das erste Modell des Herstellers mit einem Achtzylinder-Reihenmotor. Er hat 64 mm Bohrung, 97 mm Hub und 2496 cm³ Hubraum. Er war als 14 Cheval fiscal (Steuer-PS) bezeichnet, allerdings ist keine amtliche Einstufung durch die Behörde bekannt. Die Motorleistung ist mit 70 BHP angegeben, was etwa 70 PS sind. Wie so viele Fahrzeuge aus dieser Zeit hat es ein festes Fahrgestell, Frontmotor, Kardanantrieb und Hinterradantrieb. Das Getriebe hat vier Gänge.
Der Radstand beträgt 3405 mm und die Spurweite 1400 mm.
Bekannt sind Aufbauten als Limousine, Coupé und Cabriolet.
Der folgende Type LP hat einen größeren Motor.